# Kaiserpokal 1995
Der Kaiserpokal 1995 war die 75. Austragung des Kaiserpokals, des höchsten japanischen Fußballpokalwettbewerbs. Sieger des Wettbewerbs waren die Nagoya Grampus Eight.

## Ergebnisse

### 1. Runde
|                       | Ergebnis |                         |
| --------------------- | -------- | ----------------------- |
| Yokohama Marinos      | 3:2      | Honda Motors            |
| Fujitsu               | 2:5      | Fukuoka Blux            |
| Cerezo Osaka          | 2:0      | Hannan-Universität      |
| Tokyo Gas             | 0:1      | Kashima Antlers         |
| Júbilo Iwata          | 5:1      | Universität Hiroshima   |
| Vissel Kobe           | 2:0      | Shimizu S-Pulse         |
| Yokohama Flügels      | 3:2      | Tosu Futures            |
| Kyoto Purple Sanga    | 1:2      | Nagoya Grampus Eight    |
| Urawa Reds            | 2:0      | Universität Sapporo     |
| Toshiba               | 1:2      | Kashiwa Reysol          |
| Gamba Osaka           | 3:1      | Hokuriku Electric Power |
| Brummell Sendai       | 2:1      | JEF United Ichihara     |
| Bellmare Hiratsuka    | 3:0      | Nippon Denso            |
| Komazawa-Universität  | 2:3      | Sanfrecce Hiroshima     |
| Seino Transportation  | 0:2      | Universität Tsukuba     |
| Otsuka Pharmaceutical | 0:1      | Verdy Kawasaki          |

### Achtelfinale
|                     | Ergebnis |                      |
| ------------------- | -------- | -------------------- |
| Yokohama Marinos    | 0:1      | Fukuoka Blux         |
| Cerezo Osaka        | 1:2      | Kashima Antlers      |
| Júbilo Iwata        | 0:2      | Vissel Kobe          |
| Yokohama Flügels    | 1:4      | Nagoya Grampus Eight |
| Urawa Reds          | 1:0      | Kashiwa Reysol       |
| Gamba Osaka         | 4:1      | Brummell Sendai      |
| Bellmare Hiratsuka  | 0:1      | Sanfrecce Hiroshima  |
| Universität Tsukuba | 0:4      | Verdy Kawasaki       |

### Viertelfinale
|                     | Ergebnis |                      |
| ------------------- | -------- | -------------------- |
| Fukuoka Blux        | 2:3      | Kashima Antlers      |
| Vissel Kobe         | 0:2      | Nagoya Grampus Eight |
| Urawa Reds          | 1:2      | Gamba Osaka          |
| Sanfrecce Hiroshima | 1:0      | Verdy Kawasaki       |

### Halbfinale
|                 | Ergebnis |                      |
| --------------- | -------- | -------------------- |
| Kashima Antlers | 1:5      | Nagoya Grampus Eight |
| Gamba Osaka     | 1:2      | Sanfrecce Hiroshima  |

### Finale
|                      | Ergebnis |                     |
| -------------------- | -------- | ------------------- |
| Nagoya Grampus Eight | 3:0      | Sanfrecce Hiroshima |